# Studio Hamburg Serienwerft
Die Studio Hamburg Serienwerft GmbH ist eine Filmproduktionsgesellschaft mit Sitz in Lüneburg.

## Geschichte
Sie ging am 1. Januar 2007 aus der 1974 gegründeten Multimedia Film- und Fernsehproduktion GmbH, einer Tochtergesellschaft der Studio Hamburg, hervor. Bis zum 1. Oktober 2008 firmierte die Gesellschaft unter dem Namen Studio Hamburg Traumfabrik GmbH. Die Produktions- und Geschäftsräume befanden sich auf dem Gelände von Studio Hamburg im Hamburger Stadtteil Tonndorf, seit 2014 in Lüneburg.
Im Jahr 2006 wurde zur Produktion der neuen Telenovela Rote Rosen eine Tochtergesellschaft mit Sitz in Lüneburg gegründet, die Studio Hamburg Serienwerft Lüneburg GmbH. Im Jahr 2014 erfolgte die Verschmelzung mit der Muttergesellschaft.
Seither firmiert die Gesellschaft als Studio Hamburg Serienwerft GmbH mit Sitz in Lilienthalstraße 1, 21337 Lüneburg.

## Produktionen

### Film (Auswahl)
- Kreutzer, Kinofilm (1976)
- Johnny West, Kinofilm (1977)
- Lena Rais, Kinofilm (1979)
- Die Bombe, Fernsehfilm (1986)
- Gefangen im Paradies, Fernsehfilm (1986)
- Der demokratische Terrorist, Kinofilm (1992)
- Kaspar Hauser, Fernsehfilm (1992)
- Das Double, Fernsehfilm (1993)
- Der Mörder und sein Kind, Fernsehfilm (1994)
- Nächste Woche ist Frieden, Fernsehfilm (1994)
- Oh je du Fröhliche, Fernsehfilm (1994)
- Schuldig auf Verdacht, Fernsehfilm (1994)
- Ich bin unschuldig – Ärztin im Zwielicht, Fernsehfilm (1995)
- PAN, Kinofilm (1995)
- Wer Kollegen hat, braucht keine Freunde, Fernsehfilm (1995)

### Serie
- Unsere Hagenbecks, 3 Staffeln (1991)
- Geheim – oder was?! (1994)
- Große Freiheit (1996)
- Freunde wie wir (1997)
- Absolut das Leben, 2 Staffeln (2002)
- Broti & Pacek, 2 Staffeln (2002–2003)
- Deich TV (2004)
- alphateam – Die Lebensretter im OP, 10 Staffeln (1996–2005)
- Rote Rosen (seit 2006)
- Parlament (4 Staffeln, 2020–2024); Ko-Produktion mit Cinetévé
- Anaon – Hüter der Nacht[5]